# Feliks Kretkowski (zm. 1822)

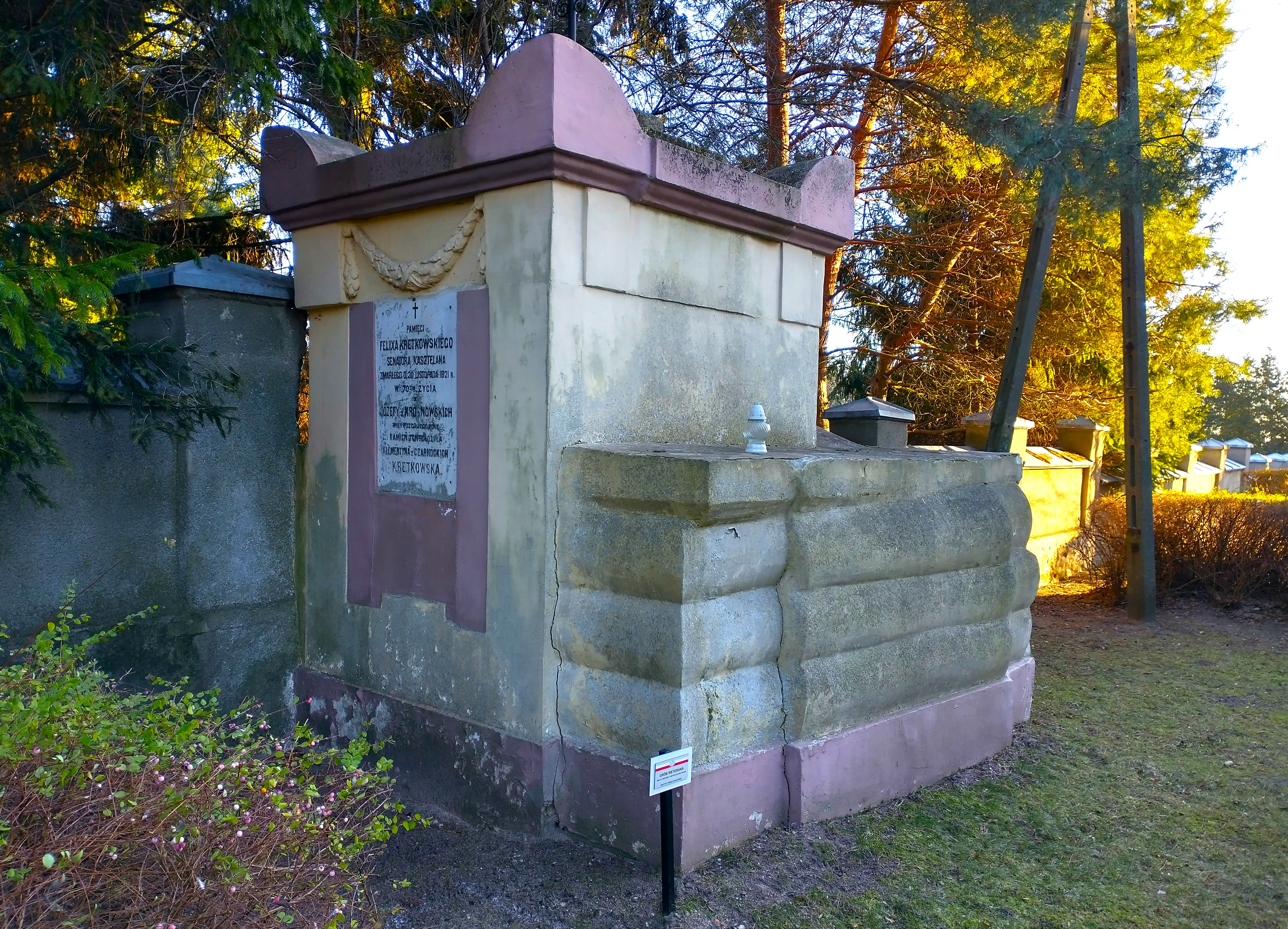
Grobowiec przy kościele w Grabowie

Feliks Kretkowski herbu Dołęga (ur. ok. 1752, zm. 30 listopada 1822 w Grabowie) – generał brygady wojsk polskich, senator kasztelan Królestwa Polskiego od 1820.
Syn Andrzeja (zm. 1758), starosty kowalskiego i Teresy Gembart herbu Jastrzębiec, córki skarbnika dobrzyńskiego. Feliks Kretkowski był prawnukiem Damiana Franciszka, kasztelana chełmińskiego i bratem Jakuba Zygmunta (1740–1810), starosty grodzkiego przedeckiego.
Trzykrotnie żonaty. Pierwszą żonę Józefę Krosnowską, córkę Jana, stolnika inowłodzkiego poślubił około 1810 roku. Druga żona Łucja Barbara Zboińska, córka Franciszka Ksawerego, kasztelana słońskiego, płockiego i Raciąża, została zaślubiona 10 czerwca 1813 roku w Kikule. Małżeństwo to zakończyło się rozwodem 1815. Trzecia żona, Klementyna Ewa Czarniecka, córka Feliksa Józefa, senatora wojewody została matką Włodzimierza Rajmunda (1821–1894), działacza politycznego.
Piastował stanowiska podstolego kowalskiego, następnie radziejowskiego (1784–1785). Poseł łęczycki na Sejm Czteroletni w 1790 roku, podpisał manifest przeciwko uchwaleniu Konstytucji 3 Maja. Sędzia sejmowy ze stanu rycerskiego z Prowincji Wielkopolskiej w 1791 roku. W połowie grudnia 1806 roku, w randze generała brygady formował w Łęczycy, w dużym stopniu z własnych funduszów, 3 Pułk Piechoty z rekrutów z powiatów brzezińskiego, gostyńskiego, łęczyckiego, orłowskiego oraz z Łęczycy i Łowicza. Od 16 lipca 1817 senator-kasztelan Królestwa Polskiego.
Został pochowany w Grabowie na cmentarzu przykościelnym.